# Sidney Moncrief
Sidney Alvin Moncrief (Little Rock, 21 september 1957) is een Amerikaans voormalig basketbalspeler en basketbalcoach. Hij speelde elf seizoenen in de NBA (1979-1991), waarvan tien voor Milwaukee Bucks. Moncrief werd in zowel 1983 als 1984 verkozen tot NBA Defensive Player of the Year en vijf keer (1982-1986) tot All-Star. Moncrief werd in 2019 opgenomen in de Hall of Fame.
Moncrief bereikte in alle tien seizoenen dat hij bij Milwaukee speelde met zijn ploeggenoten de play-offs. In drie daarvan stootten ze door tot de conference-finale (1983, 1984 en 1986). De NBA-finale haalden ze in die periode nooit. Milwaukee Bucks nam in 1990 Moncriefs rugnummer 4 uit omloop om hem te eren.